# Хортица (Запорожский район)
Хортица (укр. Хортиця) — село,
Долинский сельский совет,
Запорожский район,
Запорожская область,
Украина.
Код КОАТУУ — 2322183507.

## Географическое положение
Село Хортица находится на правом берегу реки Верхняя Хортица, 
в 2-х км от русла реки Днепр — Старый Днепр,
примыкает к городу Запорожье.

## История
- 2008 год — дата основания [1].